# Uncharted 2: Among Thieves
Uncharted 2: Among Thieves ist ein von Naughty Dog für PlayStation 3 entwickeltes Action-Adventure, das im Oktober 2009 bei Sony Computer Entertainment für PlayStation 3 erschien. Das Spiel ist der zweite Teil der Uncharted-Reihe und Nachfolger von Uncharted: Drakes Schicksal.
Das Spiel konnte sich bisher 6,67 Millionen Mal verkaufen (Stand: Dezember 2015) und war das schnellstverkaufte First-Party-Spiel sowie auf Platz 15 der meistverkauften Spiele für PlayStation 3. Im Vereinigten Königreich konnte sich das Spiel trotz der späten Veröffentlichung auf Platz 36 der 50 bestverkauften Spiele 2009 platzieren. Des Weiteren ist Uncharted 2 über 100 Mal als „Spiel des Jahres“ ausgezeichnet worden und brach damit den vorherigen Rekord von Fallout 3, das im Jahr zuvor insgesamt 63 Mal entsprechend prämiert wurde. Zudem galt Uncharted 2 mit 45 Auszeichnungen als das Spiel mit der besten Grafik, und mit 37 Auszeichnungen als das beste Action-Adventure-Spiel des Jahres 2009.
Mit Uncharted 3: Drake’s Deception erschien 2011 ein Nachfolger.

## Handlung
Im zweiten Teil von Uncharted begegnet der Schatzsucher und Abenteurer Nathan Drake zwei alten Bekannten. Sein alter Freund Harry Flynn sowie Chloe Frazer wollen mit seiner Hilfe in ein schwer bewachtes türkisches Museum einbrechen, um dort ein wertvolles Artefakt zu stehlen. Dieses soll persönliche Hinweise von Marco Polo enthalten, die erklären, was mit seiner Flotte geschah, die auf hoher See verloren ging. Drake stimmt zu und bricht gemeinsam mit Flynn in das Museum ein. Sie finden in dem Artefakt, einer alten Öllampe, eine Karte, die versteckte Hinweise darauf gibt, dass Marco Polo den Cintamani-Stein gefunden hat, der ungeahnte Kräfte besitzt und sich im mythologischen Shambala befinden soll. Allerdings wird Drake von Flynn verraten und wenig später von der Polizei verhaftet. Nach drei Monaten im Gefängnis wird er von seinem Mentor Victor Sullivan und Chloe Frazer freigekauft. Zu dritt nehmen sie sich vor, Flynn bis nach Borneo zu folgen, da die Karte aus der Öllampe dieses als Standort der verschollenen Flotte angegeben hat.
In Borneo entdecken die drei Gefährten, dass Flynn für den Söldner und Kriegsverbrecher Lazarevic arbeitet. Lazarevic ist wie besessen auf der Suche nach Shambala und dem Cintamani-Stein. Chloe, die ursprünglich auch für Lazarevic arbeitete, bringt in dessen Lager Bomben an, um ihn abzulenken. Währenddessen machen sich Sully und Drake auf die Suche nach Marco Polos verschollener Mannschaft. Diese finden sie in einem alten Bergtempel. Dort entdecken sie außerdem einen goldenen Phurba. Dieser soll als Schlüssel nach Shambala dienen. Drake nimmt den Dolch an sich, doch beim Verlassen des Bergtempels werden sie von Flynn überrascht und können ihm nur knapp entkommen. Drake reist weiter nach Nepal, wo sich auch Lazarevic befindet. Die lokale Bevölkerung wehrt sich gegen die Durchsuchung der Stadt durch Lazarevic. Drake trifft Chloe wieder und gemeinsam machen sie sich auf die Suche nach dem Tempel, der den Eingang zu Shambala zeigen soll. Während der Suche treffen Chloe und Drake auf Elena Fisher, die Reporterin des ersten Teils. Diese ist zusammen mit dem Kameramann Jeff auf Lazarevics Spur, da sie seine Verbrechen für ihren Sender aufdecken will.
Zu viert machen sie sich auf den Weg zum Tempel und verschanzen sich dort. Chloe und Drake untersuchen den Tempel näher. Im Inneren einer Statue finden sie den nächsten Hinweis, indem sie den goldenen Dolch in eine Vorrichtung stecken. Die entstehende Karte zeigt die verschneiten Berge Nepals, in denen sich der Eingang nach Shambala befinden soll. Chloe, Drake, Elena und Jeff flüchten aus dem Tempel vor Lazarevics Söldnern, werden schließlich jedoch von Flynn und Lazarevic gefunden. Lazarevic tötet Jeff, nimmt Drake die Karte ab und begibt sich in die Berge. Chloe begleitet nun wieder Lazarevic. Elena und Drake gelingt es zu fliehen. Drake erreicht in letzter Sekunde einen Zug Lazarevics, der auf dem Weg in die Berge ist. Dort trifft er auf Chloe, die allerdings nicht gerettet werden möchte und Drake auffordert aus dem Zug zu verschwinden. In diesem Moment taucht Flynn auf und schießt Drake an. Drake flüchtet in einen anderen Waggon, den er vom Rest des Zuges absprengt. Dies führt zum Entgleisen des Zuges. Schwer verletzt wacht er in einer verschneiten Berglandschaft auf, wo er wenig später von einem Sherpa gefunden wird. Der Sherpa bringt ihn in sein Dorf, wo Drake wieder auf Elena trifft.
Dort macht er außerdem die Bekanntschaft mit dem deutschen Forscher Karl Schäfer, der 70 Jahre zuvor eine Expedition in den Himalaja geleitet hatte.
Gemeinsam mit dem Sherpa, der ihn gerettet hat, erkundet Drake eine nahe Höhle, in der sie nicht nur Spuren von Bergsteigern, sondern auch einen Yeti finden. Daraufhin finden sie heraus, dass die Leichen, die sich in einem Eistempel in der Höhle befinden, ehemalige SS-Leute waren, die von Schäfer getötet wurden. Auf dem Rückweg zum Dorf entdecken Drake und der Sherpa, dass dieses von Lazarevics Männern zerstört wird. Schäfer wird gefangen genommen und weggebracht, aber Drake und Elena verfolgen Lazarevic weiter. Die beiden kämpfen sich durch ein altes Kloster, um Schäfer zu befreien, finden diesen jedoch erst kurz vor seinem Tod. Nachdem Schäfer gestorben ist suchen sie weiter nach dem Eingang nach Shambala. Auf der Suche begegnet Drake einigen der Yetis, die er auch schon in der Höhle gesehen hat. In einem der Türme belauscht Drake Lazarevic, der nun den goldenen Dolch besitzt. Er droht Flynn und befiehlt ihm, sich mit der Suche nach Shambala zu beeilen. Als Lazarevic und Flynn verschwunden sind, stellt Drake Chloe, die offenbar zur anderen Seite übergelaufen ist. Sie gibt ihm nun jedoch plötzlich den Dolch, den sie zuvor von Lazarevic bekommen hat, und bittet ihn, die beiden Bösewichter zu erledigen.
Wenig später finden Elena und Drake den Eingang nach Shambala. Dort geraten sie in einen Hinterhalt von Flynn, Lazarevic und seinen Männern. Der Söldner bringt Chloe mit und droht, entweder sie oder Elena zu töten, wenn Drake ihn und seine Mannschaft nicht nach Shambala führt. Gezwungenermaßen willigt Drake ein und führt Flynn durch den Eingang und mehrere Höhlen hindurch, bis sie von den Yetis überrascht werden, die sich als verkleidete Einheimische entpuppen. Lazarevics Männer öffnen das Tor nach Shambala. Nach dem Betreten tauchen jedoch noch mehr Einheimische auf und töten einen Teil der Soldaten. Durch die entstehende Unruhe gelingt es Chloe, Elena und Drake kurzzeitig zu fliehen. Die drei wollen den Cintamani-Stein vor Lazarevic finden und ihn zerstören, da Lazarevic den Stein benutzen will, um unbesiegbar zu werden und die Weltherrschaft zu erlangen. Die drei erreichen einen Tempel, wo sie den Baum des Lebens vorfinden. Die Einheimischen, die die Söldner getötet hatten, waren früher Menschen, die durch Genuss des Harzes vom Baum des Lebens mutierten. Drake ahnt, dass Lazarevic das gleiche vorhat und will ihn aufhalten. Doch bevor er gehen kann, treffen sie Flynn wieder, der von seinem Boss zurückgelassen wurde. Elena nähert sich ihm, doch Flynn sprengt sich mit einer Granate in die Luft, deren Sicherheitsstift zuvor von Lazarevic entfernt wurde. Elena wird dabei schwer verletzt.
Drake und Chloe schleppen Elena aus dem Tempel, doch Drake beschließt, beide Frauen allein zu lassen, um Lazarevic aufzuhalten. Doch er kommt zu spät und muss mit ansehen, wie er das Harz des Baumes isst. Drake bekämpft ihn und kann ihn durch Schüsse auf das explodierende Harz so weit verwunden, dass Lazarevic kampfunfähig wird. Das Töten von Lazarevic überlässt er den plötzlich auftauchenden Einheimischen. Drake kehrt zu Chloe und der verletzten Elena zurück und kann mit beiden noch rechtzeitig aus Shambala flüchten, das durch die Zerstörung des Lebensbaums in sich zusammenbricht. Sie kehren ins Dorf zurück, wo sie Schäfer begraben und Elena gesund pflegen. Am Ende des Spiels werden Drake und Elena ein Paar.

### Spielwelt
Die Spielwelt lässt sich grob in Territorien einteilen. Zum einen die verschneiten Berge des Himalayas, eine nepalesische Stadt, ein kleines tibetischen Dorf, zum anderen der Dschungel Borneos und Istanbul.

### Charaktere
- Nathan Drake ist ein Schatzsucher und ein angeblicher Nachfahre des berühmten britischen Entdeckers Sir Francis Drake.
- Chloe Frazer ist eine Schatzsucherin und war Drakes Freundin. Sie begleitet Drake bei seiner Suche nach Shambala und dem Cintamani-Stein.
- Victor 'Sully' Sullivan ist ein Schatzsucher und der Mentor von Drake. Zusammen mit Drake macht er sich während der Zeit in Borneo auf die Suche nach Hinweisen über Shambala.
- Elena Fisher ist eine Journalistin und leitet ihre eigene Fernsehsendung über Archäologie. Zusammen mit Drake macht sie sich auf die Suche nach Shambala und den Cintamani-Stein.
- Jeff ist der Kameramann von Elena. Im Verlauf der Geschichte wird er erst an- und später von Lazarevic erschossen.
- Tenzin ist ein weiterer Gefährte von Drake. Drake trifft ihn in einem nepalesischen Dorf.
- Karl Schäfer ist auch auf der Suche nach dem Schatz von Marco Polo, gibt die Suche jedoch auf, als er entdeckt, was der Schatz bewirkt. Er stirbt an einer Schusswunde.
- Harry Flynn ist ein Geschäftspartner von Drake. Während des Einbruchs in ein Museum in Istanbul verrät Flynn Drake. In Shambala begeht er mit Hilfe einer Granate Selbstmord.
- Zoran Lazarevic ist ein ehemaliger serbischer General. Er ist ebenfalls auf der Suche nach dem Cintamani-Stein, will damit jedoch bloß die Welt beherrschen. Er ist der primäre Gegner von Drake. Nach dem finalen Kampf mit Drake wird er von den Wächtern von Shambala getötet.
- Leutnant Draza ist die rechte Hand von Lazarevic. Während eines Kampfes mit Drake wird er von Chloe erschossen.
- Pema ist die kleine Tochter von Tenzin.

## Spielprinzip und Technik
Uncharted 2 ist ein Action-Adventure aus der Third-Person-Perspektive, in dem der Spieler die Kontrolle über Nathan Drake übernimmt. Zur Unterstützung wird dieser meistens noch von einem NPC begleitet. Nathan ist ein geschickter Kletterer, kann außergewöhnlich gut springen und sich an schmalen Felsvorsprüngen entlang hangeln. Seine Bewaffnung besteht aus zwei Feuerwaffen – eine einhändige Pistole und eine zweihändige Waffe – und ein limitierter Granatenvorrat. Außerdem kann er herumliegende Waffen aufheben – diese ersetzen dann automatisch die Waffe, die er gerade benutzt – und zusätzliche Munition von besiegten Gegner aufsammeln. Der Spieler kann Drake anweisen, hinter Ecken und niedrigen Wänden in Deckung zu gehen und entweder gezielt oder blind auf seine Gegner zu schießen. Während er in Bewegung ist, kann er zudem blind in alle Richtungen feuern. Wenn Nathan von seinen Widersachern nicht entdeckt wird, kann er versuchen sich an sie heranzuschleichen und mit einem Schlag auszuschalten oder sie von Vorsprüngen in den Abgrund ziehen, an dem er gerade hängt. In manchen Gebieten des Spiels muss der Spieler Rätsel lösen. Nathans Tagebuch kann hierbei Hinweise auf die Lösung geben. Zudem kann ein Hinweissystem im Spiel aktiviert werden, das Anfängern anzeigt, wo das nächste rätselrelevante Element zu finden ist.
Während des gesamten Spiels gibt es spezielle versteckte Schätze, die oftmals an schwierig zu erreichenden Stellen zu finden sind und vom Spieler eingesammelt werden können. Diese gefundenen Schätze und besondere Leistungen werden im Spiel mit Geld belohnt, das zum Freischalten von Zusatzinhalten wie zum Beispiel Konzeptzeichnungen, kleine Filme und modifizierte Objekte (u. a. Waffen mit unendlicher Munition) verwendet werden kann.
Im Gegensatz zum Vorgänger verfügt Uncharted 2 über einen Multiplayer-Modus. Dort spielen zwei Teams mit jeweils fünf Leuten verschiedene Modi, wie zum Beispiel Deathmatch oder Plündern, welches dem Capture-the-Flag-Prinzip ähnelt. Mit Boostern kann man sich Vorteile verschaffen, wie besseres Zielen, oder schnelleres Tragen des Schatzes. Außerdem gibt es kooperative Missionen, in denen drei Spieler gegen KI-Gegner antreten.
Für den Mehrspielermodus bietet Naughty Dog im PlayStation Store Erweiterungen wie neue Karten und Charaktere.

## Produktionsnotizen
Uncharted 2 nutzt Naughty Dogs Spielengine 2.0 in einer verbesserten und optimierten Version der originalen Engine. So konnte die Umwelt im Spiel in Echtzeit berechnet werden und es waren realistischere Texturen und Animationen möglich. Die Engine wurde zusammen mit Havok Physics genutzt.
Um die Charaktere möglichst realistisch in ihrer Mimik und ihren Bewegungen darzustellen, nutzte das Entwicklungsteam das Motion-Capture-Verfahren. Professionelle Schauspieler schlüpften in speziell angefertigte Anzüge und spielten ganze Szenen am Stück nach, so konnten die natürlichen Bewegungen der Schauspieler ideal auf die Bewegungen der Charaktere im Spiel übertragen werden.
Zum Spiel wurden zwei Nachfolger veröffentlicht: Uncharted 3: Drake’s Deception und Uncharted 4: A Thief’s End. Die ersten drei Teile der Serie wurden im Oktober 2015 als Uncharted: The Nathan Drake Collection für die PlayStation 4 wiederveröffentlicht.
Ein Roman zur Videospielreihe wurde von Christopher Golden geschrieben. Er erschien auf Deutsch mit dem Titel Uncharted: Das vierte Labyrinth im Februar 2012 beim Panini Verlag.
- Uncharted: Das vierte Labyrinth von Christopher Golden, Februar 2012, Panini Verlag, ISBN 978-3-8332-2326-6

### Zusatzinhalte
- Am 27. November 2009 erweiterte Naughty Dog zusammen mit einem Patch das Spiel kostenlos um eine Mehrspielerkarte.[5]
- Am 28. Januar 2010 wurde das erste Zusatzpaket veröffentlicht, welches den Mehrspielermodus um sieben Charaktere aus anderen Spielen (inFamous, Resistance und Killzone 2) erweitert.[6]
- Am 25. Februar 2010 wurde das zweite Zusatzpaket veröffentlicht und erweitert das Spiel um zwei neue Karten und sechs Charaktere. Des Weiteren wurde das Spiel durch einen Patch um jeweils zwölf Medaillen und Trophäen erweitert.[7]
- Ende April 2010 wurde das dritte Zusatzpaket Siege (englisch für „Belagerung“) veröffentlicht und erweitert das Spiel um ein Koop-Spiel, sechs neue Charaktere (Drake im Taucheranzug, Drake im Baseball-Shirt, Prakoso, Platzor, Glowzor, Toter Forscher), einen neuen Koop-Spielmodus für zwei bis drei Spieler, zwei neue Karten sowie elf weitere Trophäen.[8]
- Zur WM 2010 in Südafrika gab es für den Mehrspielermodus verschiedene T-Shirts für die Charaktere 'Nathan Drake' und 'Harry Flynn' (Deutschland, Mexiko, Spanien usw.).
- Am 25. Juni 2010 wurde durch einen Patch das Maximum des Levels auf 80 erhöht und um zwei weitere kostenlose böse Charaktere, Dutch für Level 70 und Blain für Level 80 erweitert. Des Weiteren wurde die Grenze des Geldes für jede Runde von 50.000 auf 75.000 erhöht.[9]

Im Episodenpack Eye of Indra sind die beiden in den Episoden vorkommenden Rika Raja (Gut, Schwester von Eddy Raja) und Daniel Pinkerton (Böse) dabei, die man für den Online-Modus als Charaktere verwenden kann.

### Synchronisation
Für die deutsche Synchronisation wurde wie bei jedem Sony-Spiel die Synchronfirma 4-Real Intermedia GmbH engagiert. Unter den Originalstimmen von Uncharted 2 gehören Nolan North als Nathan Drake im Deutschen von Jens Wendland synchronisiert. Auch bekannt ist die Stimme des Victor Sullivan; dieser wird von Richard van Weyden gesprochen. Des Weiteren wird Harry Flynn von Carlos Lobo gesprochen, welcher auch Joel in The Last of Us spricht.

## Rezeption
Das Spiel hat von allen Seiten sehr hohe Bewertungen in Rezensionen erhalten. So erreicht Uncharted 2 auf der Website Metascore, die die Wertungen mehrerer bekannter Test-Zeitschriften nach einem bestimmten Verfahren zusammenrechnet, 96 % und hat somit die dritthöchste Wertung aller PlayStation-3-Spiele. Gelobt werden von den Zeitschriften vor allem die gute Grafik und das realistische Verhalten der KI. Kritisiert wird, dass Uncharted 2 nicht wirklich etwas Neues mitbringt.

### Wertungen

#### Deutschland
- Spieletipps: 93 %[12]
- play³: 93 %[13]
- 4Players: 90 %[14]
- GamePro: 92 %[15]
- Gameswelt: 91 %[16]
- Eurogamer: 100 %[17]
- Computer Bild Spiele 1,45 Sehr gut[18]

#### International
- IGN: 9,5/10[19]
- GameSpot: 9,5/10[20]
- GameZone: 90 %[21]

### Auszeichnungen
| Award                                                        | Name                                          |
| ------------------------------------------------------------ | --------------------------------------------- |
| Game of the Year                                             | 10th Annual Game Developers Choice Award 2009 |
| Best Writing                                                 | 10th Annual Game Developers Choice Award 2009 |
| Best Technology                                              | 10th Annual Game Developers Choice Award 2009 |
| Best Visual Arts                                             | 10th Annual Game Developers Choice Award 2009 |
| Best Audio                                                   | 10th Annual Game Developers Choice Award 2009 |
| Animation 3D                                                 | 9th Annual NAViGaTR Awards                    |
| Art Direction                                                | 9th Annual NAViGaTR Awards                    |
| Camera Direction in a Game Engine                            | 9th Annual NAViGaTR Awards                    |
| Direction in a Game Cinema                                   | 9th Annual NAViGaTR Awards                    |
| Graphics/Technical                                           | 9th Annual NAViGaTR Awards                    |
| Lightning/Texturing                                          | 9th Annual NAViGaTR Awards                    |
| Original Music Score                                         | 9th Annual NAViGaTR Awards                    |
| Writing in a Drama                                           | 9th Annual NAViGaTR Awards                    |
| Lead Performance in a Drama (Nolan North)                    | 9th Annual NAViGaTR Awards                    |
| Outstanding Adventure Game Sequel                            | 9th Annual NAViGaTR Awards                    |
| Best Video Game Writing                                      | Writers Guild Award                           |
| Game of the Year                                             | Spike Video Game Awards 2009                  |
| Best PS3 Game                                                | Spike Video Game Awards 2009                  |
| Best Graphics                                                | Spike Video Game Awards 2009                  |
| Studio of the Year Nominiert                                 | Spike Video Game Awards 2009                  |
| Best Action Adventure Game Nominiert                         | Spike Video Game Awards 2009                  |
| Best Original Score Nominiert                                | Spike Video Game Awards 2009                  |
| Best Voice Nominiert                                         | Spike Video Game Awards 2009                  |
| Kategorie Action                                             | British Academy Video Games Awards            |
| Kategorie Original Score                                     | British Academy Video Games Awards            |
| Kategorie Story                                              | British Academy Video Games Awards            |
| Kategorie Use of Audio                                       | British Academy Video Games Awards            |
| Kategorie Artistic Achievement Nominiert                     | British Academy Video Games Awards            |
| Kategorie Best Game Nominiert                                | British Academy Video Games Awards            |
| Kategorie Gameplay Nominiert                                 | British Academy Video Games Awards            |
| Kategorie Multiplayer Nominiert                              | British Academy Video Games Awards            |
| Kategorie Use of Online Nominiert                            | British Academy Video Games Awards            |
| Kategorie GAME Award of 2009 (Zuschauervoting) Nominiert     | British Academy Video Games Awards            |
| Outstanding Achievement in Animation                         | 13th Annual Interactive Achievement Awards    |
| Outstanding Achievement in Direction                         | 13th Annual Interactive Achievement Awards    |
| Outstanding Achievement in Visual Engineering                | 13th Annual Interactive Achievement Awards    |
| Outstanding Achievement in Gameplay Engineering              | 13th Annual Interactive Achievement Awards    |
| Outstanding Achievement in Original Story                    | 13th Annual Interactive Achievement Awards    |
| Outstanding Achievement in Original Music Composition        | 13th Annual Interactive Achievement Awards    |
| Adventure Game of the Year                                   | 13th Annual Interactive Achievement Awards    |
| Action Game of the Year                                      | 13th Annual Interactive Achievement Awards    |
| Outstanding Achievement in Game Direction                    | 13th Annual Interactive Achievement Awards    |
| Game of the Year                                             | 13th Annual Interactive Achievement Awards    |
| Outstanding Achievement in Character Performance Nominiert   | 13th Annual Interactive Achievement Awards    |
| Outstanding Innovation in Gaming Nominiert                   | 13th Annual Interactive Achievement Awards    |
| Outstanding Achievement in Online Game Play Nominiert        | 13th Annual Interactive Achievement Awards    |
| Outstanding Achievement in Game Design Nominiert             | 13th Annual Interactive Achievement Awards    |
| Best of Show                                                 | Game Critics Awards 2009                      |
| Best Console Game                                            | Game Critics Awards 2009                      |
| Best Action/Adventure Game                                   | Game Critics Awards 2009                      |
| Best Online Multiplayer Game Nominiert                       | Game Critics Awards 2009                      |
| Audio of the Year                                            | 8th Annual G.A.N.G. Awards                    |
| Music of the Year                                            | 8th Annual G.A.N.G. Awards                    |
| Sound Design of the Year                                     | 8th Annual G.A.N.G. Awards                    |
| Best Cinematic/Cut-Scene Audio                               | 8th Annual G.A.N.G. Awards                    |
| Best Dialogue                                                | 8th Annual G.A.N.G. Awards                    |
| Best Original Instrument                                     | 8th Annual G.A.N.G. Awards                    |
| Best Action Game                                             | IGN Best of 2009 Awards                       |
| Best Action Game (Readers Choice Award)                      |                                               |
| Award for Visual Excellence                                  |                                               |
| Award for Visual Excellence (Readers Choice Award)           |                                               |
| Award for Excellence in Sound                                |                                               |
| Award for Excellence in Sound (Readers Choice Award)         |                                               |
| Best Multiplayer Game                                        |                                               |
| PS3 Game of the Year                                         |                                               |
| PS3 Game of the Year (Readers Choice Award)                  |                                               |
| Best Story Nominiert                                         |                                               |
| Best Story (Readers Choice Award)                            |                                               |
| Overall Best Action Game                                     |                                               |
| Overall Best Action Game (Readers Choice Award)              |                                               |
| Overall Award for Visual Excellence                          |                                               |
| Overall Award for Visual Excellence (Readers Choice Award)   |                                               |
| Overall Award for Excellence in Sound                        |                                               |
| Overall Award for Excellence in Sound (Readers Choice Award) |                                               |
| Overall Best Story                                           |                                               |
| Overall Best Story (Readers Choice Award)                    |                                               |
| Overall Game of the Year                                     |                                               |
| Overall Game of the Year (Readers Choice Award)              |                                               |
| Miss 2009 (Chloe Frazer)                                     | GamesRadar                                    |
| Game of the Year                                             | Gamers Choice Awards 2010                     |
| Favorite Environment Nominiert                               | Gamers Choice Awards 2010                     |
| Favorite Music                                               | Gamers Choice Awards 2010                     |
| Favorite Video Game Vixen (Chloe Frazer)                     | Gamers Choice Awards 2010                     |
| Kategorie Adrenalin Nominiert                                | Computec Bäm! Awards 2010                     |
| Kategorie Atmosphäre Nominiert                               | Computec Bäm! Awards 2010                     |
| Kategorie Kopf Nominiert                                     | Computec Bäm! Awards 2010                     |
| Ultimate Game of the Year Nominiert                          | 28th Annual Golden Joystick Awards 2010       |
| Soundtrack of the Year Nominiert                             | 28th Annual Golden Joystick Awards 2010       |
| Action Game of the Year Nominiert                            | 28th Annual Golden Joystick Awards 2010       |
| Best Sound Editing - Computer Entertainment                  | Golden Reel Award 2010                        |

| 67/90 | Total Prämiert/Nominiert |
| ----- | ------------------------ |